# The Dancing Millionairess

The Dancing Millionairess (萬花迎春, Wàn huā yíngchūn) est un film hongkongais réalisé par Doe Ching et sorti en 1964.
Le film co-remporte le prix de la meilleure musique à la 3ème édition des Golden Horse Awards. Il est l'un des quelques films à réunir le couple de stars du grand écran Peter Chen Ho et Betty Loh Ti, mariés en 1962. Il a la particularité d'employer comme seconds rôles ou figurants nombre de futures stars de la Shaw Brothers, alors fraîchement émoulues de l'école d'acteurs de cette dernière.

## Synopsis
Une série de hasards et de quiproquos amène une riche héritière en jachère sentimentale à faire la rencontre d'un danseur désargenté et à financer la troupe de ce dernier, dirigée par le séduisant monsieur Guo.

## Fiche technique
- Titre original : 萬花迎春, The Dancing Millionairess
- Réalisation : Doe Ching
- Scénario : Doe Ching
- Musique : Joseph Koo
- Montage : Chiang Hsing-lung
- Société de production : Shaw Brothers
- Pays d'origine :  Hong Kong
- Langue originale : mandarin
- Format : Couleurs - Shawscope (2,35:1) - Mono - 35 mm
- Genre : comédie choréo-musicale
- Durée : 108 min
- Date de sortie : 1964

## Distribution
- Peter Chen Ho : Chen Jun-mai, un danseur désargenté
- Betty Loh Ti : Mei Xin-yue, une riche héritière et femme d'affaires un peu coincée[2] en jachère sentimentale
- Lan Ti : Guo Ling-ling, fille de monsieur Guo et danseuse
- Li Kun : Xiao Huang, un colocataire de Chen Jun-mai
- King Hu : Xiao Li, un colocataire de Chen Jun-mai
- Chiang Kuang-chao : monsieur Guo, directeur de la troupe de danse
- Angela Yu Chien : mademoiselle Xia, secrétaire particulière de mademoiselle Mei
- Kao Pao-shu : madame Sun, gouvernante de mademoiselle Mei
- Ku Feng : un ami de monsieur Guo
- Ouyang Sha-fei : une tante un peu pénible de mademoiselle Mei
- Lo Chi : monsieur Hu, chef de département du groupe de mademoiselle Mei
- Yueh Hua : un danseur
- Alison Chang Yen : une danseuse
- Chen Hung-lieh : un danseur
- Li Ching : une danseuse
- Shirley Huang : une danseuse
- Margaret Hsing Hui : une danseuse
- Lo Lieh : client d'une boîte de nuit